# Paolo da Certaldo
Paolo da Certaldo (Certaldo?, 20 maggio 1315 – dopo il 1370) è stato un mercante e scrittore italiano.
Paolo o Pagolo da Certaldo, figlio di Messer Pace da Certaldo, un giudice fiorentino, è un mercante fiorentino vissuto nel 1300, contemporaneo di Giovanni Boccaccio. Nel 1360 Giovanni Boccaccio acquistò da lui un podere a Certaldo. La sua fama non è dovuta alla sua attività di mercante, ma ad una sua opera, il Libro di buoni costumi, in volgare, che rappresenta una importantissima testimonianza storica della mentalità e dei costumi della società dei comuni italiani medievali.
Il testo è una specie di manuale didascalico di consuetudini, consigli pratici e talvolta spiccioli, e luoghi comuni su come ci si deve comportare non soltanto nelle attività legate al mestiere del mercante, ma nella morale e nella vita di tutti i giorni. L'autore si fa interprete di una mentalità tipica della borghesia in ascesa di quei tempi. Una mentalità sicuramente già presente nel Duecento e che rappresenta una rottura ideologica con la consuetudine altomedioevale, la sua visione del mondo e dello stesso tempo scanditi dalla natura.
Paolo da Certaldo può essere considerato un precursore della mentalità capitalistica successiva: nella sua opera infatti esorta ad accumulare ricchezze, ad amministrare il proprio denaro con prudenza e senza sosta: se tu hai denari, non ti stare e nolgli tenere nella casa morti che melglio è indarno fare che indarno stare; ché faciendo, s'altro non guadagnassi, non ti svierà tu da la merchantantia.
I capisaldi del suo pensiero, e quindi della mentalità della classe borghese dell'epoca, sono principalmente prudenza, profitto, misura ed una generale diffidenza verso il prossimo. Egli esprime senso acuto e cinismo, e le sue esortazioni e divieti risultano spesso pervasi da un senso del pericolo e dell'incertezza del domani, oltre che da un esasperato interesse individuale, profondamente caratteristici della classe mercantile del Basso Medioevo. Il suo culto del profitto si riversa anche nella morale, pervasa comunque dalla morale cristiana e cattolica dominante e dalla preoccupazione della salvezza dell'anima: se vuoi salvare l'anima tua, fa che 'l ben fare avanzi, dimostrando di applicare una logica schiettamente e sinceramente mercantile anche nelle questioni etiche e morali.